# Departamento Paso de los Libres
Das Departamento Paso de los Libres liegt im Südosten der Provinz Corrientes im Nordosten Argentiniens und ist eine von 25 Verwaltungseinheiten der Provinz. 
Im Norden grenzt es an das Departamento San Martín, im Westen, getrennt durch den Río Uruguay, an Brasilien und im Osten an die Departamentos Monte Caseros, Curuzú Cuatiá und Mercedes. 
Die Hauptstadt des Departamento Paso de los Libres ist die gleichnamige Stadt Paso de los Libres.

## Städte und Gemeinden
- Bonpland
- Parada Pucheta
- Paso de los Libres
- Tapebicuá

Koordinaten: 29° 42′ S, 57° 6′ W